# دین و ایدز
رابطه موجود بین ادیان و ایدز رابطه‌ای پیچیده و بحث‌برانگیز است. مباحثات صورت گرفته دراین‌باره بیشتر بر محور دگرباشی جنسی و استفاده از کاندوم بوده‌است. در بین بیشتر مسلمانان مشاهده ایدز به معنای رفتار گناه‌کارانه همچون فحشا، رابطه جنسی با افراد مختلف و بی‌قید و بندی است. در مسیحیت با استفاده از کاندوم در بین زوج‌های دگرجنس‌گرا مخالفت شده‌است زیرا این کار جلوگیری مصنوعی از بارداری بوده و مصداق زیرسوال بردن اراده خداوند دانسته شده‌است. پاپ ژان پل دوم به شدت مخالف کنترل مصنوعی زاد و ولد بوده و استفاده از کاندوم برای پیشگیری از ایدز را رد کرده‌است.
موضوع مذهب و ایدز در بیست سال گذشته به شدت بحث‌برانگیز بوده‌است، اول از همه به این دلیل که برخی از مقامات دینی به‌طور عمومی مخالفت خود را با استفاده از کاندوم بیان داشته‌اند. کارشناس بهداشت متیو هنلی طی گزارشی با عنوان کلیسای کاتولیک و بحران جهانی ایدز در مورد رویکرد دینی برای جلوگیری از گسترش ایدز بیان می دارد که تغییرات فرهنگی از قبیل تأکید دوباره بر وفاداری به همسر و اجتناب از رابطه جنسی خارج از این چارچوب امری ضروری است.
برخی از سازمان‌های مذهبی ادعا کرده‌اند که عبادت می‌تواند اچ آی وی/ایدز را درمان کند. در سال ۲۰۱۱، بی‌بی‌سی گزارش کرد که برخی از کلیساها در لندن ادعا می‌کردند که عبادت موجب درمان ایدز می‌شود، و مرکز مستقر در هاکنی در مطالعه بهداشت جنسی و HIV گزارش داده است که چندین نفر به پیشنهاد پیشوای روحانی خود درمان بیماریشان را متوقف کردند و جان خود را از دست دادند. کلیسای کنیسه «آب تدهین» را به عنوان چیزی تبلیغ می‌کند که باعث شفای بیمار از طرف خدا می‌شود، این درحالیست که گروهی انکار می‌کنند که مانع بیماران از مصرف دارو شده‌اند.